# Leonidák

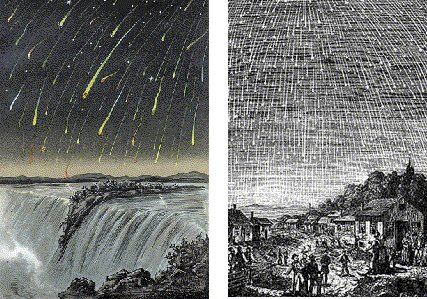
A Leonidák 1833-as és 1866-os nagy maximumai, egykorú metszeteken ábrázolva

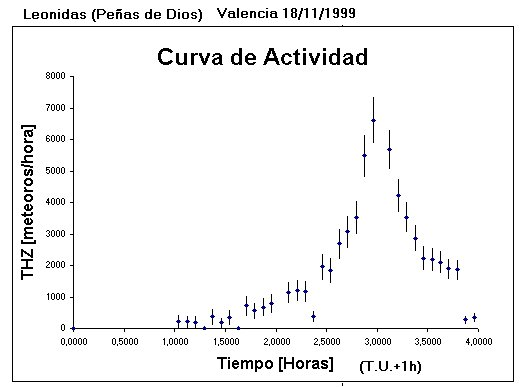
A Leonidák 1999-es nagy maximuma, 7000 körüli ZHR-rel

A Leonidák meteorraj, melynek radiánsa az Oroszlán csillagképben van, szülőégitestje az 55P/Tempel-Tuttle üstökös, maximuma november 17-ére esik. Nevezetes 33 évente ismétlődő kitörése (a legutóbbi 1999-ben volt), melynek oka, hogy a Tempel-Tuttle üstökös ekkor jár a Nap közelében, és amelynek bekövetkezésekor a ZHR elérheti az 1000 meteor/órát is.